# Astrothorax liberator
Astrothorax liberator är en ormstjärneart som beskrevs av Jean Baptiste François René Koehler 1930. Astrothorax liberator ingår i släktet Astrothorax och familjen medusahuvuden. Inga underarter finns listade i Catalogue of Life.